# Melstedgård
Melstedgård eller Melstedgård Landbrugsmuseum (tidligere Bornholms Landbrugsmuseum) er et frilandsmuseum, der er indrettet i en bindingsværksgård i Melsted lige syd for Gudhjem på Bornholm. Det er en del af Bornholms Museum, og det dækker landbrug og madkultur.
Museet er indrettet i en gård, der kan spores tilbage til 1600-tallet. I 1796 blev stuehuset revet ned og den nuværende nordlige længe opført. De øvrige længer er først kommet til 1867-69.
På gården er der forskellige dyr, og i sommerperioden er der aktiviteter bl.a. med madlavning i køkkenet. Derudover rummer museet en betydelig samling landbrugsredskaber, flere gamle hestevogne og traktorer. Til gården hører en have, hvis afgrøder bruges i madformidlingen.
På den anden side af landevejen råder museet over et jordstykke, hvor der avles korn og holdes kvæg. Der står også stubmøllen Tejn Mølle, der blev flyttet hertil fra Tejn i 2006.

## Stuehuset
Stuehuset er bevaret med størstedelen af de historiske møbler (eller kopier) og giver et indblik af indretningen i 1800-tallet. I den store stue (folkestuen) findes en svensk jernovn fra 1600-tallet og en alkove med olmerdugsdyner. Der er også et bornholmerur fra 1700-tallet.

### Køkken og bryggers
Køkkenet har et komfur fra Strands jernstøberi i Nexø, der blev købt i 1870'erne. Der er også et grovkøkken og bryggers med "murgryder" (gruekedler).

### Soveværelse
Soveværelset er (som stalden) malet blåt for at holde fluerne væk. Det er et separat soveværelse med dobbeltseng, hvilket var usædvanligt i 1860'erne, da sovepladserne normalt fandtes i stuerne.
I 2015 åbnede GAARDEN, som er et moderne madkulturhus. Her kan skoleklasser og kursister lære om bornholmske madtraditioner og lave mad.
- So med grise på Melstedgård